# Trafalgar (Australie)
Trafalgar (2 301 habitants) est un village du Gippsland de l'État du Victoria, en Australie. Il est situé à 124 km à l'est de Melbourne, sur la Princes Highway.
Les habitants de cette localité ont ressenti le tremblement de terre de magnitude 5,2à 5,4 avec des répliques à 3,1, qui secoua le Victoria le 19 juin 2012,.
Les habitants célèbrent chaque année la bataille de Trafalgar du 21 octobre 1805. La fête est appelée Trafalgar Day.